# بيل تومسون (سياسي أمريكي)
بيل تومسون (بالإنجليزية: Bill Thompson)‏ هو سياسي أمريكي، ولد في 14 مايو 1949 في أبردين في الولايات المتحدة. حزبياً، نشط في الحزب الديمقراطي. وقد انتخب عضو داكوتا الجنوبية البيت النواب.